# Patrick Laurence Murphy
Patrick Laurence Murphy (Eastwood, 28 ottobre 1920 – North Sydney, 18 marzo 2007) è stato un vescovo cattolico australiano.

## Biografia
Patrick Laurence Murphy nacque il 28 ottobre 1920 a Eastwood, un sobborgo di Sydney, primogenito di una famiglia con sette figli.
Frequentò prima la St Kevin's catholic primary school gestita dalle suore della misericordia e poi studiò presso il St Patrick's College a Strathfield, sempre a Sydney, gestito dai Fratelli cristiani. Terminati gli studi lavorò per un periodo di sei mesi presso la Commonwealth Bank.
Sentita la vocazione religiosa, entrò nel 1937 nel St Columba's Catholic College a Springwood e successivamente nel 1941 entrò nel seminario di San Patrizio a Manly.

### Ministero sacerdotale
Fu ordinato presbitero nella cattedrale di Santa Maria il 22 luglio 1944 dall'arcivescovo Norman Gilroy, incardinandosi nell'arcidiocesi di Sydney.
Dopo l'ordinazione sacerdotale fu inviato nel 1945 prima a Maynooth, in Irlanda, per frequentare la St Patrick's Pontifical University e in seguito a Roma presso la Pontificia università urbaniana, dove ottenne il dottorato in teologia nel 1949.
Tornato in Australia, fu nominato parroco della parrocchia della Santa Croce a Woollahra, un sobborgo di Sydney. Nel 1950 fu nominato professore di teologia per il seminario di San Patrizio a Manly mantenendo il ruolo fino al 1973. Nello stesso periodo fu anche assistente parrocchiale nei sobborghi di Sydney di Manly, Clovelly e Harbord. In ultimo fu nominato nel 1973 parroco nel sobborgo di Epping.

### Ministero episcopale
Il 20 dicembre 1976 papa Paolo VI lo nominò vescovo ausiliare di Sydney, assegnandogli la sede titolare di Acque di Numidia. Ricevette l'ordinazione episcopale nella cattedrale di Santa Maria il 22 gennaio 1977 per imposizione delle mani del cardinale James Darcy Freeman.
Servì l'arcidiocesi per 10 anni, avendo sotto la sua responsabilità la zona occidentale dei sobborghi di  Stanmore e Parramatta. Fu anche vicario episcopale per l'educazione, presidente del Consiglio delle scuole cattoliche dell'arcidiocesi di Sydney e Presidente della Commissione per l'educazione cattolica del Nuovo Galles del Sud.
L'8 aprile 1986 papa Giovanni Paolo II con la bolla Quippe cum aeternam eresse la nuova diocesi di Broken Bay, nominandolo primo vescovo. Prese possesso della diocesi il 28 maggio successivo.
Durante il suo ministero si impegnò nel dare una struttura organizzativa solida e razionale nella nuova diocesi, nonché nell'attuazione di diverse iniziative pastorali e nella buona formazione dei seminaristi.
Resse la diocesi per quasi 10 anni, ritirandosi per raggiunti limiti d'età il 9 luglio 1996.
Morì presso il Mater Hospital a North Sydney il 18 marzo 2007, all'età di 86 anni.

## Genealogia episcopale
La genealogia episcopale è:
- Cardinale Scipione Rebiba
- Cardinale Giulio Antonio Santori
- Cardinale Girolamo Bernerio, O.P.
- Arcivescovo Galeazzo Sanvitale
- Cardinale Ludovico Ludovisi
- Cardinale Luigi Caetani
- Cardinale Ulderico Carpegna
- Cardinale Paluzzo Paluzzi Altieri degli Albertoni
- Papa Benedetto XIII
- Papa Benedetto XIV
- Papa Clemente XIII
- Cardinale Marcantonio Colonna
- Cardinale Giacinto Sigismondo Gerdil, B.
- Cardinale Giulio Maria della Somaglia
- Cardinale Carlo Odescalchi, S.I.
- Cardinale Costantino Patrizi Naro
- Cardinale Serafino Vannutelli
- Cardinale Domenico Serafini, O.S.B.
- Cardinale Pietro Fumasoni Biondi
- Arcivescovo Filippo Bernardini
- Cardinale Norman Gilroy
- Cardinale James Darcy Freeman
- Vescovo Patrick Laurence Murphy